# Autoctono (biologia)

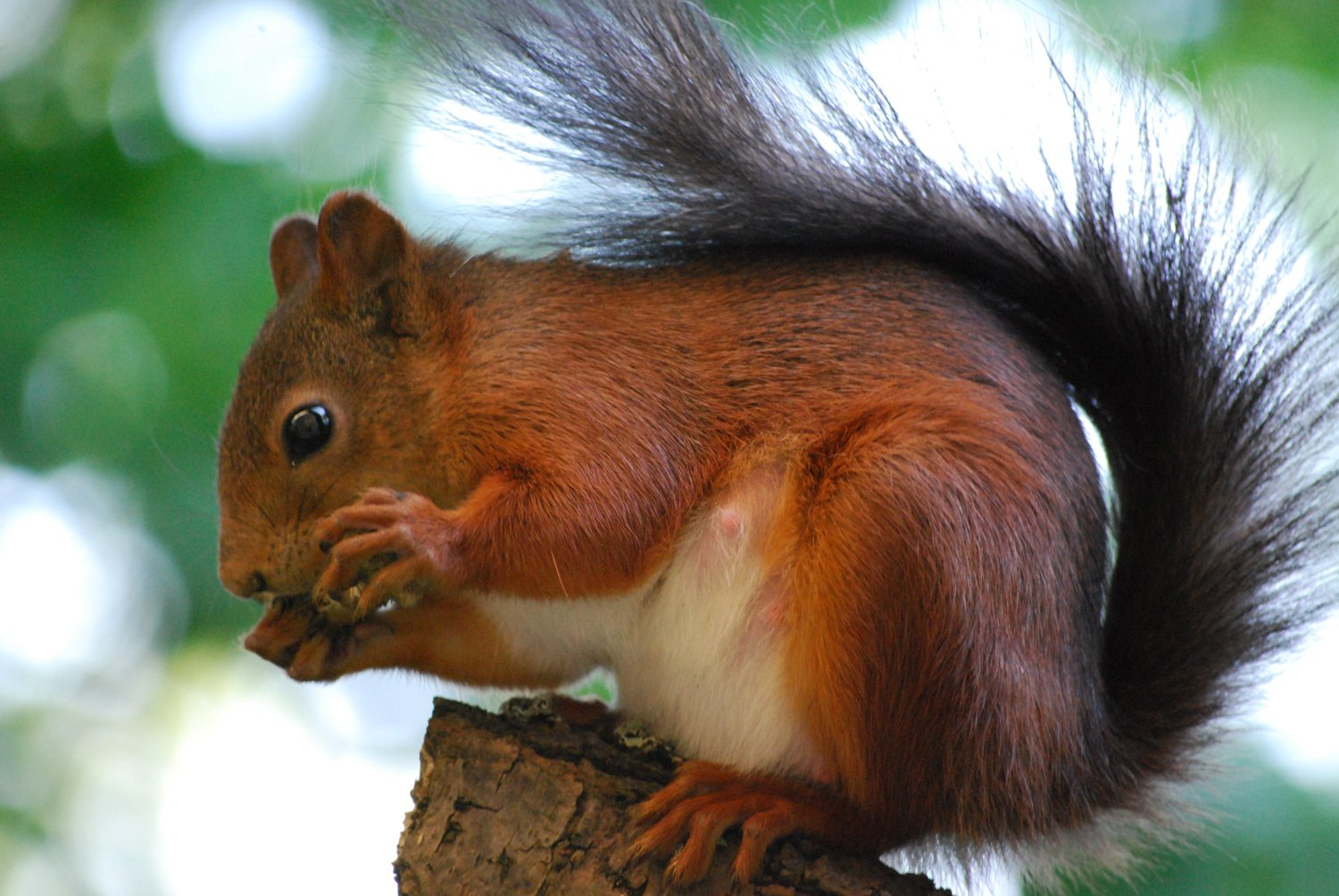
Sciurus vulgaris, la specie di scoiattolo autoctona dell'Europa e dell'Italia

In biologia e in biogeografia, una specie autoctona di una data regione, è una specie che si è originata ed evoluta nel territorio in cui si trova. In questo gruppo sono comprese le specie endemiche, spesso caratterizzate da un areale ristretto e localizzato, come ad esempio il tritone sardo, autoctono ed endemico della Sardegna, sono comunque considerate endemiche anche specie con areale che si estende per aree molto più vaste. 
Diverso è il caso delle specie naturalizzate che, a causa dell’azione dell’uomo, si trovano a popolare un territorio diverso dall'areale storico, autosostenendosi con popolazioni riproduttivamente stabili. 

## Etimologia
Il termine autoctono deriva dal greco antico αὐτόχθων?, autòchtōn, a sua volta da αὐτός, autòs ("stesso") e χθών, chtṑn ("terra").

## Differenze tra autoctono e alloctono

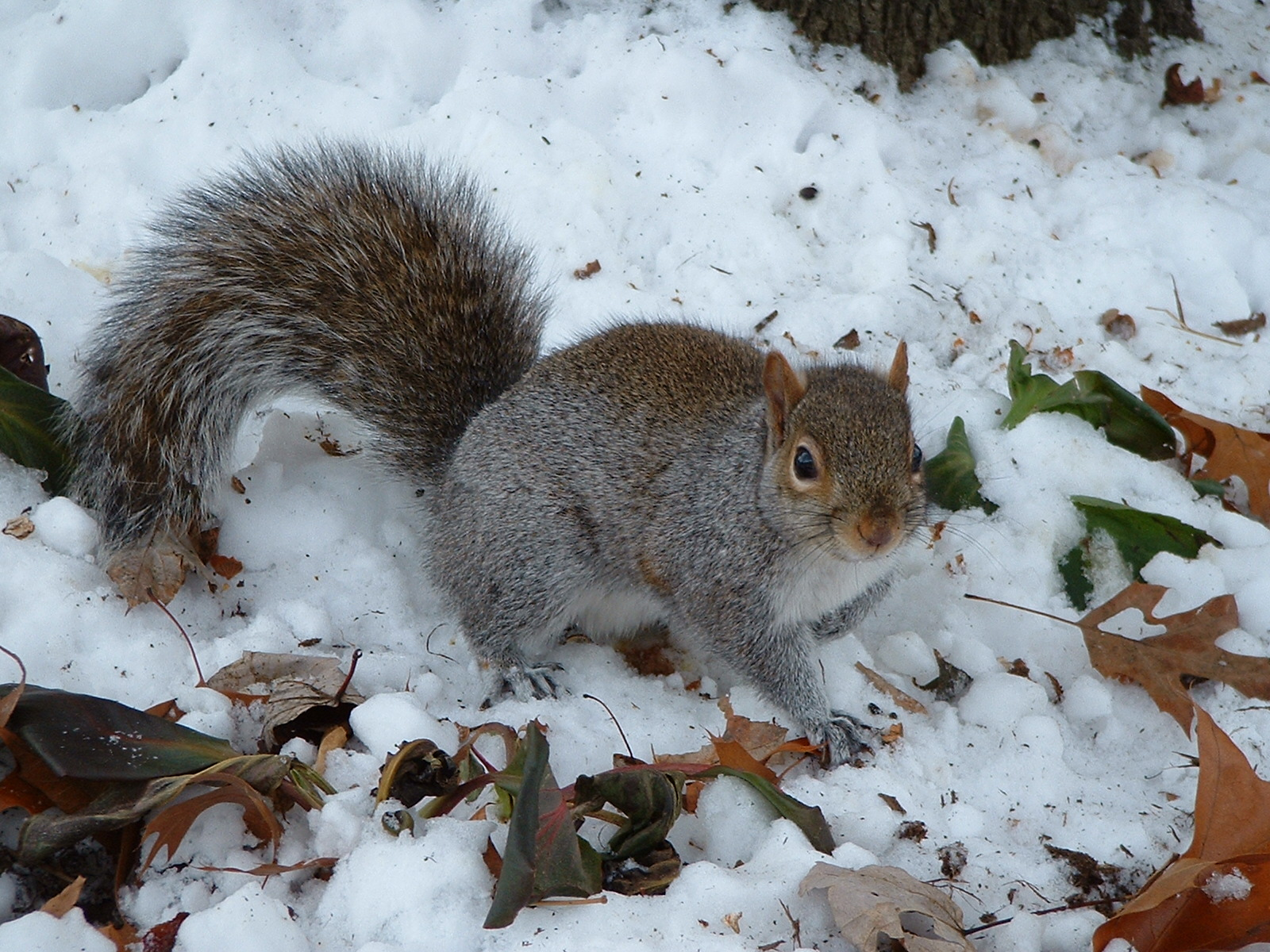
Sciurus carolinensis, specie alloctona introdotta in Europa dal Nord America

Le specie alloctone o aliene sono tutte quelle introdotte a causa dell'intervento umano in un'area esterna all'areale naturale, comprese quelle che non formano popolazioni stabili. Esistono numerosissimi esempi; fra essi ricordiamo:
- l'ailanto in Italia ed in Europa;
- il coniglio in Australia,
- il parrocchetto dal collare in Italia, in Europa ed in Nord America.

Resta ancora controverso se si possano considerare come alloctone, anche le specie immigrate senza intervento umano diretto, cioè per espansione spontanea del proprio areale; come il caso della tortora dal collare, che ha colonizzato l'Europa e l'Italia a partire dagli anni '50, oppure i casi di migrazione lessepsiana attraverso il canale artificiale di Suez. 